# Vessletjärnen (Holmedals socken, Värmland)
Vessletjärnen är en sjö i Årjängs kommun i Värmland och ingår i Göta älvs huvudavrinningsområde.